# Helicopsyche rossi
Helicopsyche rossi is een schietmot uit de familie Helicopsychidae. De soort komt voor in het Australaziatisch gebied.